# 黑襪醜聞

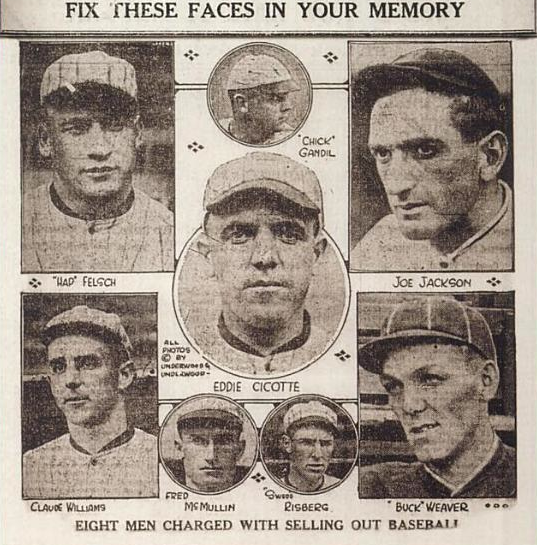
1920年10月7日刊登於《運動新聞》（The Sporting News）的「芝加哥黑襪」八名涉案球員，標題為「牢記這些臉孔」

黑襪醜聞（英語：Black Sox Scandal），是美國職業棒球大聯盟的一個打假球醜聞，其中八名芝加哥白襪的成員被指控在1919年世界大賽中故意輸給辛辛那提紅人，以換取由阿諾·羅斯汀（Arnold Rothstein）指揮的賭博集團提供之金錢。為了弭平醜聞的傷害，聯盟於1920年11月聘請了法官肯尼索·茂騰·藍迪斯成為第一位美國職業棒球大聯盟主席，授予他對這項運動的絕對控制權來恢復其完整性。雖然在1921年公開審判中無罪釋放，但藍迪斯法官判處八名球員終身禁賽。懲罰最終被定義為還包括從棒球名人堂中被除名。儘管這八人在接下來的幾十年間要求恢復參賽（特別是無鞋喬·傑克森的案件），但禁令仍然有效。

## 被禁賽的球員
下列球員被處以終身禁賽：
| 圖片 | 姓名            | 原文名 | 守備位置       |
| ---- | --------------- | ------ | -------------- |
|      | 奇克·岡迪       |        | 一壘手         |
|      | 艾迪·席考特     |        | 投手           |
|      | 哈皮·費爾施     |        | 中外野手       |
|      | 無鞋喬·傑克森   |        | 外野手         |
|      | 佛瑞德·麥克馬林 |        | 三壘手         |
|      | 斯威德·里斯伯格 |        | 游擊手         |
|      | 巴克·韋弗       |        | 游擊手、三壘手 |
|      | 萊夫提·威廉斯   |        | 投手           |

## 外部連結
- Chicagohs.org Chicago Historical Society on the Black Sox
- Eight Men Out （页面存档备份，存于） – IMDb page on the 1988 movie, written and directed by John Sayles based on Asinof's book
- baseball-reference.com（页面存档备份，存于） box scores and info on each game